# K-T 추정량
K-T 추정량(Krichevsky–Trofimov estimator)이란 정보이론에서, A의 알파벳을 갖는 stationary source pi가 주어졌을 때, symbol {\displaystyle i\in A}를 뽑을 확률 {\displaystyle \pi _{i}(w)}를 추정하는 추정량이다. K-T 추정량은 worst-case regret을 최소화한다.
{\displaystyle A={0,1}}일 때에 m개의 0과 n개의 1이 주어졌다면 K-T 추정량 P(m, n)은 다음과 같이 재귀적으로 정의된다:
{\displaystyle {\begin{aligned}P(0,0)&=1,\\P(m,n+1)&=P(m,n){\dfrac {n+1/2}{m+n+1}},\\P(m+1,n)&=P(m,n){\dfrac {m+1/2}{m+n+1}}.\end{aligned}}}